# آنونه ونتو
آنونه ونتو (به ایتالیایی: Annone Veneto) یک کومونه در ایتالیا است که در استان ونیز واقع شده‌است.

## خصوصیات
آنونه ونتو ۲۵ کیلومترمربع مساحت و ۳٬۹۹۵ نفر جمعیت دارد و ۹ متر بالاتر از سطح دریا واقع شده‌است.

## خواهرخوانده
شهرهای Annone di Brianza و کاستلو دی آنونه خواهرخوانده‌های آنونه ونتو هستند.